# Kabinett Mbeki I
Die Mitglieder des Kabinett Mbeki I kamen nach der Parlamentswahl 1999 in ihre Regierungsämter. Die Amtsperiode begann am 18. Juni 1999 und endete zum 29. April 2004. Präsident der Republik Südafrika und Regierungschef war Thabo Mbeki. Sein Amt bekleidete er ab dem 14. Juni 1999.

## Kabinettszusammensetzung
Die nachfolgende Tabelle stellt die Zusammensetzung des Kabinetts bei seiner Bildung am 17. Juni 1999 dar. Im Kabinett waren Minister aus zwei Parteien vertreten: dem African National Congress (ANC) und der Inkatha Freedom Party (IFP).
| Geschäftsbereich                                                                                                  | Minister                  | Vizeminister              |
| --- | ------------------------- | ------------------------- |
| Premierminister und Präsident der Republik Südafrika Prime Minister und President of the Republic of South Africa | Thabo Mbeki               | siehe nächste Zeile       |
| Vizepräsident Deputy president                                                                                    | Jacob Zuma                |                           |
| Minister im Präsidentenamt Minister of the Presidency                                                             | Essop Pahad               |                           |
| Landwirtschaft und Landfragen Agriculture and Land Affairs                                                        | Thoko Didiza              | Dirk du Toit              |
| Kunst und Kultur Arts and Culture                                                                                 | Ben Ngubane               | Brigitte Mbandla          |
| Kommunikation Communications                                                                                      | Ivy Matsepe-Casaburri     |                           |
| Strafvollzug Correctional Services                                                                                | Ben Skosana               |                           |
| Verteidigung Defence                                                                                              | Mosiuoa Lekota            | Nozizwe Routledge-Madlala |
| Bildung Education                                                                                                 | Kader Asmal               | Smangaliso Mkhatshwa      |
| Umwelt und Tourismus Environment and Tourism                                                                      | Mohammed Valli Moosa      | Joyce Mabudafhasi         |
| Finanzen Finance                                                                                                  | Trevor Manuel             | Sipho Mphahlwa            |
| Internationale Angelegenheiten Foreign Affairs                                                                    | Nkosazana Dlamini-Zuma    | Aziz Pahad                |
| Gesundheit Health                                                                                                 | Manto Tshabalala-Msimang  |                           |
| Innere Angelegenheiten Home Affairs                                                                               | Mangosuthu Buthelezi      | Lindiwe Sisulu            |
| Wohnungsbau Housing                                                                                               | Sankie Mthembi-Mahanyele  |                           |
| Nachrichtendienst Intelligence                                                                                    | Joe Nhlanhla              |                           |
| Justiz und Verfassungsentwicklung Justice and Constitutional Development                                          | Penuel Maduna             | Cheryl Gillwald           |
| Arbeit Labour | Membathisi Mdladlana      | Susan Shabangu            |
| Bodenschätze und Energie Minerals and Energy                                                                      | Phumzile Mlambo-Ngcuka    |                           |
| Provinz- und Lokalverwaltung Provincial and Local Government                                                      | Sydney Mufamadi           |                           |
| Öffentliche Unternehmen Public Enterprises                                                                        | Alec Erwin                |                           |
| Öffentlicher Dienst und Verwaltung Public Service and Administration                                              | Geraldine Fraser-Moleketi |                           |
| Öffentliche Arbeiten Public Works                                                                                 | Stella Sigcau             | Busi Nzimande             |
| Sicherheit Safety and Security                                                                                    | Steve Tshwete             | Joe Matthews              |
| Wissenschaft und Technologie Science and Technology                                                               | Ben Ngubane               | Brigitte Mbandla          |
| Soziale Entwicklung Social Development                                                                            | Zola Skweyiya             |                           |
| Sport und Erholung Sport and Recreation                                                                           | Ngconde Balfour           |                           |
| Handel und Industrie Trade and Industry                                                                           | Alec Erwin                | Lindiwe Ngwane            |
| Verkehr Transport                                                                                                 | Abdullah Mohamed Omar     |                           |
| Wasser und Forsten Water and Forestry                                                                             | Ronnie Kasrils            |                           |